# Antun Pustinjak
Antun Pustinjak, poznat i kao sv. Antun Opat i sv. Antun Veliki (Herakleopolis Magna, oko 251. – Colzim, 17. siječnja 356.) bio je kršćanski pustinjak i svetac.

## Životopis
Rođen je 251. godine blizu grada Herakleje u srednjem Egiptu. S 19 godina umrli su mu roditelji te je ostao sam s mlađom sestrom. Pobrinuo se za odgoj svoje sestre, novac podijelio sirotinji i otišao u samoću. Zatim odlazi u goru zapadno od Crvenoga mora gdje je proboravio punih 20 godina.
Predaja prenosi kako su ga za života snašle razne tjelesne i duhovne kušnje. Oko njega se okupilo više učenika te je osnovao redovničku družbu.
Kada je čuo da su arijanci govorili kako je on pristao uz njihov nauk, dao se na put u Aleksandriju kako bi ih opovrgnuo.
Umro je 17. siječnja 356., u 105. godini života.

## Štovanje
Spomendan mu se slavi 17. siječnja.
Tijelo mu je preneseno u Aleksandriju i sahranjeno u Crkvi svetoga Ivana Krstitelja. Tijelo je zatim preneseno u Carigrad, a danas se nalazi u Francuskoj.
Zaštitnik je domaćih životinja, protiv kuge i kožnoh bolesti.
Njegov životopis napisao je Atanazije Aleksandrijski.

### Knjige
- Lach, Maksimilijan. 1939. Životi svetaca za svaki dan u siječnju. 1. Hrvatsko književno društvo sv. Jeronima u Zagrebu. Zagreb.
- Koledar svih svetaca i svetica božjih ili životi svetaca za sve dneve godišta i sve godišnje svetkovine pomične i nepomične i potpuni privod rimskoga martirologija. Narodna tiskara. Split. 1838
- Iveković, Francisko. 1892. Životi svetaca i svetica Božjih: Siječanj, veljača, ožujak. Dijel 1. 2. izdanje. Hrvatsko katoličko tiskovno društvo. Zagreb.
- Blazović, Augustin. 1966. Sveci u crikevnom ljetu. I. dio. Beč

## Vanjske poveznice
Ostali projekti
|  | Zajednički poslužitelj ima još gradiva o temi Antun Pustinjak |
|  | Wikicitati imaju zbirke citata o temi Sveti Antun Pustinjak   |